# تلفن سیاه
تلفن سیاه (به انگلیسی: The Black Phone) یک فیلم فراطبیعی ترسناک آمریکایی محصول ۲۰۲۱ به کارگردانی اسکات دریکسون و نویسندگی دریکسون و رابرت کرگیل است که هر دو با جیسون بلام تهیه‌کننده آن نیز هستند. این فیلم اقتباسی از داستان کوتاه سال ۲۰۰۴ به همین نام اثر جو هیل است. در این فیلم میسون تیمز، مدلین مک‌گرا، جرمی دیویس، جیمز رانسون و ایثن هاک به ایفای نقش پرداخته‌اند. در این فیلم، یک نوجوانِ ربوده‌شده (تیمز) از یک تلفن مرموز برای برقراری ارتباط با یکی از قربانیان سابق اسیرکنندهٔ خود (هاوک) استفاده می‌کند.
جدا شدن دریکسون از کارگردانی دکتر استرنج در چندجهانی دیوانگی او را به سمت تلفن سیاه سوق داد، پروژه‌ای که او و کارگیل از قبل برای ساخت آن برنامه‌ریزی کرده بودند. فیلم‌برداری دو ماه در ویلمینگتون و شهرستان‌های اطراف در ایالت کارولینای شمالی به طول انجامید. این فیلم در ۲۵ سپتامبر ۲۰۲۱ در جشنواره فانتستیک اکران شد و توسط یونیورسال پیکچرز در ۲۴ ژوئن ۲۰۲۲ به نمایش درآمد. این فیلم بیش از ۱۵۹ میلیون دلار فروش داشته‌است و به‌طور کلی نقدهای مثبتی از منتقدان به دلیل اجراها و وفاداری به منبع اصلی دریافت کرده‌است.

## داستان
در سال ۱۹۷۸، یک کودک‌ربای زنجیره‌ای با نام مستعار «دِ گرَبِر» (The Grabber؛ به معنای قاپ زن) در خیابان‌های حومه دنور پرسه می‌زند. خواهر و برادر، فینی و گوئن بلیک با پدر بدرفتار و الکلی خود، تِرِنس در این منطقه زندگی می‌کنند. فینی در مدرسه اغلب مورد آزار و اذیت قرار می‌گیرد. او با یکی از همکلاسی‌هایش به نام رابین دوستی خوبی دارد که قلدرهای مدرسه را دفع می‌کند. بروس، پسربچه‌ای از مدرسهٔ دیگری که فینی را می‌شناخت، توسط «The Grabber» ربوده می‌شود. گوئن که مانند مادر مرحومش رویاهای فراطبیعی دارد، رؤیای ربوده‌شدن بروس را می‌بیند که در آن مردی سوار بر یک ون سیاه با بادکنک‌های سیاه او را می‌برد. کارآگاهان رایت و میلر در طول مصاحبه‌ای با گوئن، نمی‌توانند ادعاهای او را باور کنند. «The Grabber» رابین و همچنین فینی را چند روز بعد می‌رباید. فینی در یک زیرزمین عایق صوتی از خواب بیدار می‌شود. روی دیوار یک تلفن چرخشی مشکی قطع‌شده‌است که گرَبِر می‌گوید کار نمی‌کند. فینی بعداً صدای زنگ تلفن را می‌شنود و آن را جواب می‌دهد. روح بروس که نمی‌تواند نام خود یا زمانی که زنده بود را به خاطر بیاورد، به فینی دربارهٔ کاشی سطح زمین می‌گوید که او می‌تواند آن را برای حفر تونلی برای فرار، از زمین جدا کند.
جستجوی پلیس برای یافتن فینی ناموفق است. «The Grabber» غذای فینی را می‌آورد و در زیرزمین را بازمی‌گذارد. فینی آماده می‌شود تا دزدکی بیرون بیاید اما پسر دیگری به نام بیلی، از طریق تلفن سیاه مانع او می‌شود. او توضیح می‌دهد که این بازی‌ای است که گرَبِر انجام می‌دهد، و او در طبقهٔ بالایی منتظر است تا در صورت ترک زیرزمین به فینی با کمربند حمله کند. بیلی به او نشان می‌دهد که چطور از طنابی که بیلی پیدا کرده بود، استفاده کند تا از پنجره زیرزمین بیرون بیاید. در حین بالا رفتن فینی، میله‌های پنجره می‌شکنند، که از بالا رفتن مجدد او جلوگیری می‌کند. گوئن رؤیای ربوده‌شدن بیلی را می‌بیند و به پدرش در مورد اتفاقاتی که در حال رخ‌دادن است اعتماد می‌کند.
رایت و میلر با مرد عجیب و غریبی به نام مکس صحبت می‌کنند که با برادرش در آن منطقه اقامت دارد. فاش می‌شود که فینی در زیرزمین مکس نگهداری می‌شود که او از آن بی‌خبر است و «The Grabber» برادر اوست. پس از یک مبادلهٔ آشفته با گرَبِر، جایی که او صداقت فینی را آزمایش می‌کند، به نظر می‌رسد که او می‌خواهد فینی را رها کند. فینی با یکی دیگر از قربانیان او به نام گریفین از طریق تلفن صحبت می‌کند. گریفین ترکیبی از یک قفل را به فینی نشان می‌دهد و به او اطلاع می‌دهد که گرَبِر در طبقهٔ بالا به خواب رفته‌است. فینی مخفیانه به طبقهٔ بالا می‌رود و قفل در را باز می‌کند، اما سگ «Grabber» به او از فرار فینی هشدار می‌دهد. فینی از خیابان فرار می‌کند اما دوباره دستگیر می‌شود.
فینی که از تلاش ناموفق خود برای فرار ناامید شده‌است، به تلفن سیاه پاسخ می‌دهد تا قربانی دیگری را بشنود، پسر پانکی به نام وَنس که فینی از او می‌ترسید. ونس به فینی دربارهٔ انباری متصل به آن اتاق می‌گوید که اگر سوراخی را در دیوار ایجاد کند می‌تواند از فریزر آن طرف دیوار خارج شود. فینی با روکش مخزن توالت سوراخی را ایجاد می‌کند اما متوجه می‌شود که درب فریزر از بیرون قفل شده‌است. تلفن سیاه یک بار دیگر با رابین در آنسوی خط، زنگ می‌زند. او به فینی دلداری می‌دهد و او را تشویق می‌کند تا بالاخره بایستد و برای خودش بجنگد. او به فینی رهنمودهایی می‌دهد که گیرندهٔ تلفن را برداشته و آن را با خاکی که کنده کرده بود پر کند تا به عنوان سلاح استفاده کند.
گوئن، رؤیای ربوده شدن وَنس را در سر می‌پروراند و املاک «The Grabber» را کشف می‌کند. او خانه را پیدا می‌کند و با کارآگاهان رایت و میلر تماس می‌گیرد. مکس متوجه می‌شود که فینی در خانه نگهداری می‌شود و با عجله به زیرزمین می‌رود تا او را آزاد کند، اما برادرش او را با تبر می‌کشد. پلیس به خانه‌ای که گوئن پیدا کرده بود می‌رود، اما متوجه می‌شود که خانه خالی است. آنها در زیرزمین، اجساد مدفون قربانیان گرَبِر را پیدا می‌کنند. «The Grabber» با تبر به فینی حمله می‌کند، اما فینی موفق می‌شود با استفاده از طناب او را به زمین بزند و باعث می‌شود او به داخل تونلی که فینی حفر کرده بود، بیفتد، جایی که گرَبِر مچ پایش در میله‌های پنجره‌ای که در پایین قرار داده شده‌است گیر می‌افتد. ارواح پیش از اینکه فینی با سیم تلفن گردن او را بشکند و او را بکشد، از طریق تلفن به سرزنش‌کردن گرَبِر می‌پردازند. فینی حواس سگ نگهبان را با گوشت فریزر پرت می‌کند و با استفاده از ترکیبی که یادگرفته از خانه فرار می‌کند. فینی از خانهٔ روبه‌روی خیابان از گورستان خارج می‌شود و در آنجا با گوئن متحد می‌شود و پلیس به سمت ملک هجوم می‌آورد. خواهر و برادر با رسیدن پدرشان به یکدیگر دلداری می‌دهند و پدرشان با گریه از رفتارش عذرخواهی می‌کند. در مدرسه، فینی با اعتماد به نفس در کنار دوستش در کلاس می‌نشیند.

## بازیگران

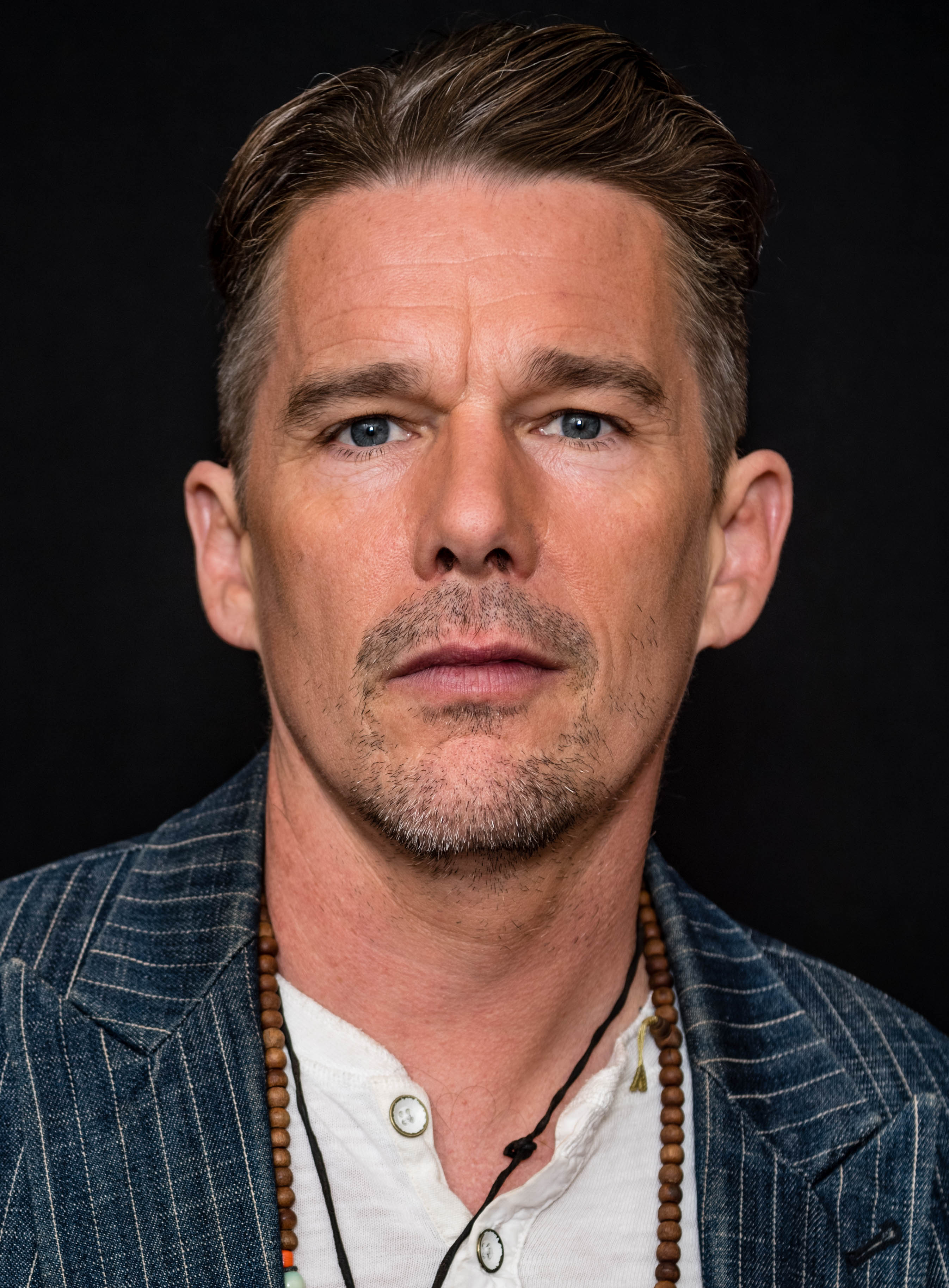
ایثن هاک نقش «The Grabber» را در تلفن سیاه ایفا می‌کند.

- میسون تیمز در نقش فینی، دانش‌آموز جوانی که توسط «The Grabber» اسیر شده‌است
- مدلین مک‌گرا در نقش گوئن، خواهر فینی که رویاهای روانی را تجربه می‌کند
- ایثن هاک در نقش دِ گرَبِر (The Grabber؛ به‌معنی رباینده)، یک کودک‌ربا و قاتل زنجیره‌ای
- جرمی دیویس در نقش ترنس، و پدر بیوه الکلی و بدسرپرست گوئن و فینی
- ای. راجر میچل در نقش کارآگاه رایت
- تروی رودزل در نقش کارآگاه میلر
- جیمز رانسون در نقش مکس

بازیگران دیگر همچنین شامل ربکا کلارک در نقش دانا معشوقهٔ فینی؛ جی. گاون وایلد (موس)، اسپنسر فیتزجرالد (باز)، جردن آیزایا وایت (متی)، و بردی رایان (مت) در نقش قلدرهای مدرسه هستند؛ علاوه بر آن میگل کازارز مورا (رابین)، تریستان پراوونگ (بروس)، رابرت فورتوناتو (پلیس)، جیکوب موران (بیلی)، بردی هپنر (ونس) و بنکس رپتا (گریفین) در نقش قربانیان «The Grabber» ظاهر می‌شوند.

## تولید

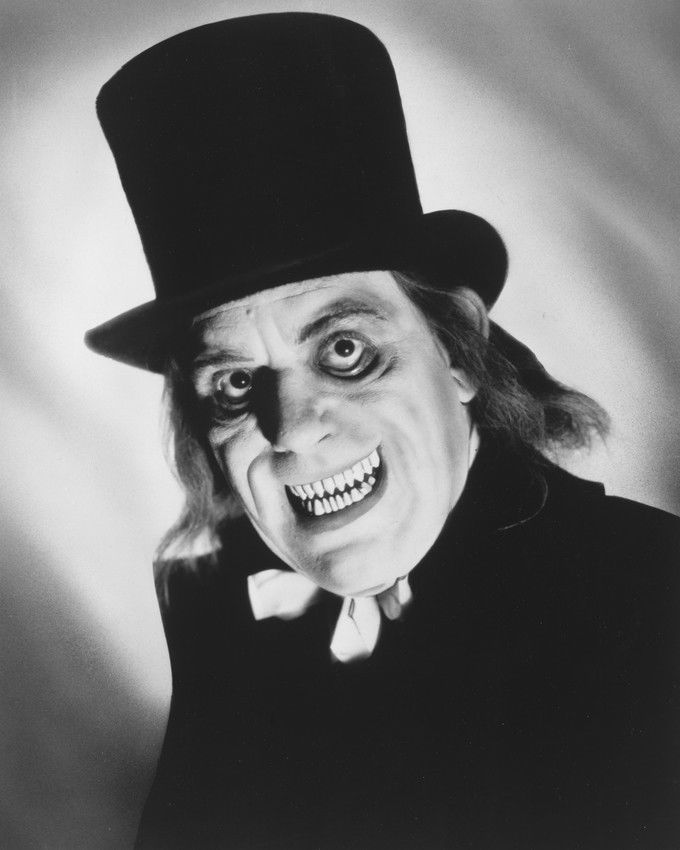
ظاهر «The Grabber» با شخصیت لان چینی از لندن پس از نیمه‌شب مقایسه شد.

این فیلم با بودجه ۱۶ تا ۱۸ میلیون دلاری فیلمبرداری شد. تصویربرداری اصلی در ۹ فوریه ۲۰۲۱ آغاز شد و در ۲۷ مارس به پایان رسید. فیلمبرداری در ویلمینگتون، کارولینای شمالی، و در اطراف شهرستان‌های نیو هانوفر، برانزویک، و کلمبوس، تحت عنوان کاری «Static» انجام شد. مارک کورون موسیقی متن را در طول پس‌تولید ساخت، و فیلم تا دسامبر ۲۰۲۱ به پایان رسید.
دریکسون برای ساخت تلفن سیاه از فیلم‌های چهارصد ضربه (۱۹۵۹)، ستون فقرات شیطان (۲۰۰۱)، بچه رزماری (۱۹۶۸) و رمان دعا برای اوون مینی اثر جان اروینگ الهام گرفت.

## انتشار
تلفن سیاه توسط یونیورسال پیکچرز در ۲۴ ژوئن ۲۰۲۲ در ایالات متحده اکران شد. در ابتدا برای انتشار در ۲۸ ژانویه و بعداً در ۴ فوریه تنظیم شده بود و دوباره تا ۲۴ ژوئن به تعویق افتاد. این فیلم در ۲۵ سپتامبر ۲۰۲۱ نخستین نمایش جهانی خود را در فانتستیک فست داشت. همچنین در جشنوارهٔ فیلم اوورلوک در ۵ ژوئن و در جشنواره ترایبکا در ۱۸ ژوئن به نمایش درآمد.

### رسانه خانگی
تلفن سیاه در ۱۴ ژوئیه ۲۰۲۲ در قالب ویدئو به‌درخواست منتشر شد و ۴۵ روز پس از نخستین نمایش آن برای پخش در وب‌سایت پیکاک یونیورسال در دسترس قرار گرفت.

## بازخورد

### فروش گیشه
تا ۱۶ اوت ۲۰۲۲، تلفن سیاه حدود ۸۷٫۷ میلیون دلار در ایالات متحده و کانادا و ۶۵ میلیون دلار در مناطق دیگر فروش داشته که مجموع کلی ۱۵۲٫۷ میلیون دلار را نشان می‌دهد.
در ایالات متحده و کانادا، تلفن سیاه در کنار الویس اکران شد و پیش‌بینی می‌شد در آخر هفته افتتاحیه خود از ۳۱۵۰ سینما ۱۵ تا ۲۰ میلیون دلار بفروشد. این فیلم در روز اول اکران ۱۰٫۲ میلیون دلار فروش داشت که ۳ میلیون دلار از پیش‌نمایش‌های پنجشنبه شب بود. این فیلم به فروش ۲۳٫۶ میلیون دلاری ادامه داد و در جایگاه چهارم گیشه ایالات متحده قرار گرفت. زنان ۵۱ درصد از مخاطبان را در طول افتتاحیه آن تشکیل می‌دادند، که بین ۱۸ تا ۳۴ سال (مخاطبان هدف) ۶۴ درصد از فروش بلیت و افراد زیر ۲۵ سال ۵۳ درصد را تشکیل می‌دادند. این فیلم در دومین آخر هفته اکران خود ۱۲٫۲ میلیون دلار (و ۱۴٫۲ میلیون دلار در چهار روز آخر هفته روز استقلال) فروش کرد و در گیشه ایالات متحده پنجم شد. سپس در سومین آخر هفته ۷٫۸ میلیون دلار به فروش اضافه کرد. در خارج از ایالات متحده و کانادا، این فیلم در آخر هفته افتتاحیه ۱۲٫۵ میلیون دلار، در هفته دوم ۸٫۳ میلیون دلار (کاهش ۲۸ درصدی)، و در سومین هفته ۴٫۹ میلیون دلار به دست آورد.

### پاسخ انتقادی
در وبگاه جمع‌آوری نقد راتن تومیتوز، ٪۸۳ از ۲۵۴ بررسی منتقدان مثبت است و میانگینِ امتیاز آن ۷/۱۰ است. اجماع این وبگاه چنین می‌نویسد: «تلفن سیاه می‌توانست حتی ترسناک‌تر باشد، اما همچنان یک اقتباس سرگرم‌کننده و پسندیده از یک منبع ترسناک خوب است.» این فیلم در متاکریتیک که از میانگین وزنی استفاده می‌کند، بر اساس نظر ۳۸ منتقدین امتیاز ۶۵ از ۱۰۰ را کسب کرده که نشان‌گر «نقدهای عموماً مطلوب» است. مخاطبان نظرسنجی شده توسط سینماسکور به فیلم نمره متوسط «+B» در مقیاس «+A» تا «F» دادند، درحالی که پست‌ترک گزارش داد که ۸۶٪ از تماشاگران گفته‌اند که قطعاً این فیلم را توصیه می‌کنند.
اسکرین رنت پاسخ انتقادی را به‌طور کلی مثبت توصیف کرد، با اینکه از سرعت فیلم و «مقدار ترس» آن انتقاد کرد، اما به دلیل وفاداری آن به منبع، کارگردانی دریکسون و عملکرد هاک آن را تحسین کرد. هایدی ونبل از سینمابلند با اشاره به نقدهایی که از بازیگران کودک، موسیقی متن و فیلمنامه فیلم تحسین می‌کردند، موافقت کرد و نوشت: «به نظر می‌رسد که این اقتباس از جو هیل تماشاگران سینما را خشنود می‌کند، البته تا زمانی که مخاطبان بدانند که با این فیلم درگیر چیزی عمیق‌تر از یک تجربهٔ «از ترس از جا پریدن» می‌شوند.»

### جوایز و نامزدی‌ها
| سال  | مراسم                               | جایزه                                 | نامزد                       | نتیجه     | منبع   |
| ---- | ----------------------------------- | ------------------------------------- | --------------------------- | --------- | ------ |
| ۲۰۲۲ | جوایز میان‌فصل انجمن منتقدان هالیوود | بهترین فیلم ترسناک                    | تلفن سیاه                   | نامزدشده  | [ ۳۵ ] |
| ۲۰۲۲ | جوایز ساترن                         | بهترین فیلم ترسناک                    | تلفن سیاه                   | برنده     | [ ۳۶ ] |
| ۲۰۲۲ | جوایز ساترن                         | بهترین بازیگر نقش مکمل مرد در یک فیلم | ایثن هاک                    | نامزدشده  | [ ۳۶ ] |
| ۲۰۲۲ | جوایز ساترن                         | بهترین نویسندگی                       | اسکات دریکسون و رابرت کرگیل | نامزدشده  | [ ۳۶ ] |
| ۲۰۲۲ | جوایز ساترن                         | بهترین بازیگر جوان در یک فیلم         | مدلین مک‌گرا                 | نامزدشده  | [ ۳۶ ] |
| ۲۰۲۲ | جوایز ساترن                         | بهترین بازیگر جوان در یک فیلم         | میسون تیمز                  | نامزدشده  | [ ۳۶ ] |
| ۲۰۲۳ | انجمن منتقدان هالیوود               | بهترین فیلم ترسناک                    | تلفن سیاه                   | در انتظار | [ ۳۷ ] |

## دنباله
- تلفن سیاه ۲ (۲۰۲۵)